# آداچاغ
شهرستان آداچاغ (به زبان مغولی: Адаацаг сум، [Adaacag sum]؛ ᠠᠳᠠᠭᠠᠴᠠᠭ ᠰᠤᠮᠤ، [adaɣačaɣ sumu]) یک شهرستان (سُوم) در مغولستان است که در استان دوندغوبی واقع شده‌است.

## تقسیمات اداری
شهرستان آداچاغ متشکل از ۳ قصبه (باغ) می‌باشد، شامل:
- آراُورت (مغولی: Ар урт баг، [Ar urt bag]؛ ᠠᠷᠤ ᠤᠷᠲᠤᠪᠠᠭ، [aru urtu baɣ])
- اوبراُورت (مغولی: Өвөр урт баг، [Övör urt bag]؛ ᠥᠪᠦᠷ ᠤᠷᠲᠤᠪᠠᠭ، [öbür urtu baɣ])
- تابین (مغولی: Тавин баг، [Tavin bag]؛ ᠲᠠᠪᠢᠨ ᠪᠠᠭ، [tabin baɣ])
- خاشات (مغولی: Хашаат баг، [Xašaat bag]؛ ᠬᠠᠰᠢᠶᠠᠲᠤ ᠪᠠᠭ، [qašiyatu baɣ])
- سومه (مغولی: Сүм баг، [Süm bag]؛ ᠰᠦᠮ᠎ᠡ ᠪᠠᠭ، [süm-e baɣ])